# Lithobates taylori
Lithobates taylori es una especie de anfibio anuro de la familia Ranidae.

## Distribución geográfica
Esta especie habita en Costa Rica y el sur de Nicaragua.

## Etimología
Esta especie lleva el nombre en honor a Edward Harrison Taylor.

## Publicación original
- Smith, 1959 : Herpetozoa from Guatemala. 1. Herpetologica, vol. 15, n.º 4, p. 210-216.[5]